# Nemegtosauridae
De Nemegtosauridae zijn een groep sauropode dinosauriërs die behoren tot de Neosauropoda.
De groep werd voor het eerst benoemd door Paul Upchurch in 1995. De eerste die een exacte definitie gaf als klade was Sebastian Apesteguia in 2004. Hij nam aan dat Nemegtosaurus, Quaesitosaurus, Rapetosaurus en Bonitasaura nauw verwant waren binnen de Titanosauria. Hij definieerde de Nemegtosauridae daarom als de groep bestaande uit alle Titanosauria die nauwer verwant waren aan Nemegtosaurus dan aan Saltasaurus. Zich onbewust van Apesteguias definitie gaf Jeffrey Wilson in 2005 een gelijkluidende.
In 2004 echter had Upchurch een geheel andere definitie gegeven. Hij had namelijk kladistische analyses uitgevoerd met als uitkomst dat Nemegtosaurus zich niet in de  Titanosauria maar in de Diplodocoidea bevond en definieerde de Nemegtosauridae als de groep bestaande uit Nemegtosaurus en alle soorten nauwer verwant aan Nemegtosaurus dan aan Diplodocus. Hij zag alleen Quaesitosaurus als een verwant van Nemegtosaurus.
In 2011 werd Tapuiasaurus benoemd; volgens zijn beschrijvers was dit een nemegtosauride die deel uitmaakte van de titanosauriërs maar wel stamde hij uit het vroege Krijt. Deze datering vormt dan toch weer een aanwijzing dat er een band bestaat met de Diplodocoidea; de andere nemegtosauriden zijn van veel latere lagen bekend.
De Nemegtosauridae zijn grote sauropoden met vrij lage voorpoten en een platte kop die bekend zijn uit het Krijt van Gondwana en Azië.